# Casa de la Libertad de Maracaibo
La Casa de la Libertad es un inmueble de la ciudad de Maracaibo, capital del Estado Zulia, en Venezuela, que bajo ese apelativo adquirió relevancia a finales del siglo XIX y principios del siglo XX. Fungió como trinchera de la intelectualidad liberal marabina durante la llamada “época dorada” del Zulia, anidando emprendimientos que contribuyeron a posicionar a Maracaibo entre las ciudades más avanzadas de Suramérica.
Dentro de sus muros se tomaron decisiones políticas célebres, destacándose la que llevó a la residencia misma a convertirse en sede del Concejo Municipal de Maracaibo, durante la mayor crisis de su historia. Otras resoluciones acordadas en el inmueble lo erigieron en centro de resistencia de causas memorables, como la del controversial Periódico de la Universidad del Zulia, cuestionado por el ala conservadora de la sociedad marabina, y la del combativo Diario El Fonógrafo, en sus días de oposición a la dictadura de Juan Vicente Gómez.
Fue igualmente cuna de proyectos destinados al desarrollo social y científico del Estado Zulia, entre ellos el ideario para la creación del hoy Hospital Universitario de Maracaibo, cuya génesis se remonta al siglo XIX.
“La Casa de la Libertad” pertenece a la Parroquia Bolívar del Municipio Maracaibo, en el Estado Zulia. Está ubicada en la calle 94, originalmente llamada Calle Carabobo y hoy rebautizada como Calle de la Tradición.
Es la casa número 4-23, de la actual nomenclatura de Maracaibo, cuyo patio trasero colinda con el Palacio de los Cóndores, sede de la Gobernación del Estado Zulia. Se sitúa entre la avenida número 5, “Urdaneta”, y la avenida número 4, “Obispo Lasso”.
En el siglo XIX estaba considerada una de las grandes casas de esa privilegiada zona residencial de Maracaibo. Se situaba a escasos metros de la otrora residencia del gobernador colonial y detrás de la primera jefatura de policía del sector.

## Historia

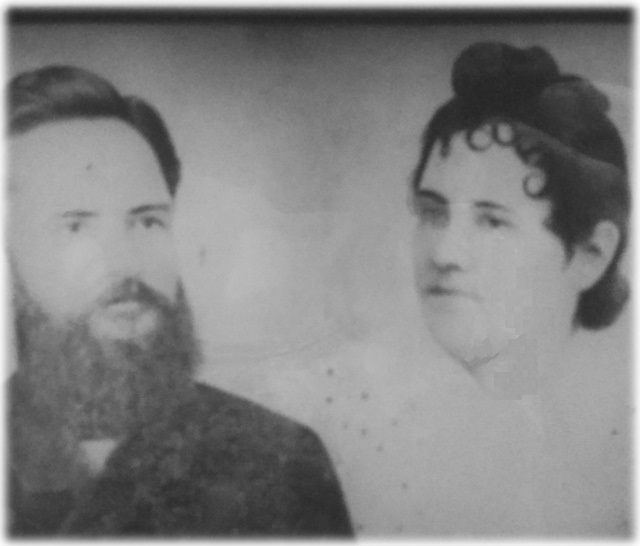
El general Eduardo Pérez Fabelo y su esposa, Adela Luzardo Esteva, matrona de la “Casa de la Libertad” de Maracaibo

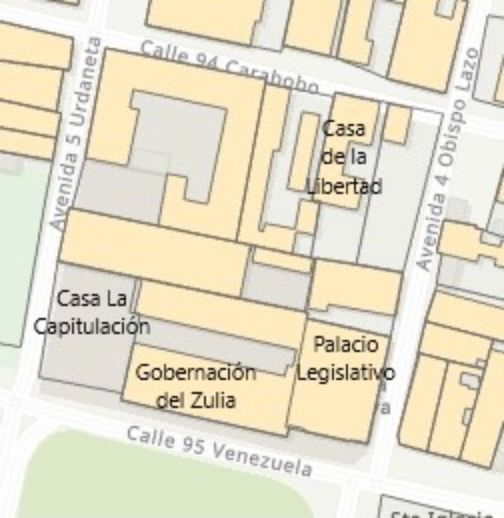
Ubicación de la “Casa de la Libertad” en el casco central de la ciudad de Maracaibo

La leyenda de la “Casa de la Libertad” comenzó a tejerse a finales del siglo XIX, cuando fue adquirida por la viuda y los hijos del general zuliano Eduardo Pérez Fabelo, que ocuparon el inmueble durante casi un siglo. Adela Luzardo Esteva de Pérez y sus hijos, incorporaron con ellos un notable legado de historia zuliana y lazos consanguíneos con actores políticos, militares y científicos de la región.

### Antecedentes
Durante más de medio siglo, el concepto de libertad en Venezuela estuvo centrado en principios vinculados a su independencia de España. Esta situación en el plano de las ideas era similar en toda Hispanoamérica, pero comenzaría a transformarse hacia la segunda mitad del siglo XIX.

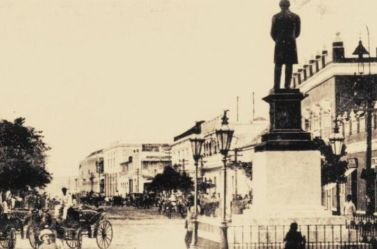
Plaza Rafael María Baralt en el siglo XIX, centro emblemático de la ciudad de Maracaibo

Al iniciarse la vida republicana, se abrieron espacios para enriquecer ese concepto de libertad y surgió uno más amplio y más acorde con el nacimiento de una nación. Los zulianos, en particular, se acoplaron rápidamente al nuevo paradigma y fueron construyendo una férrea identidad, sustentada en el progreso de su región.

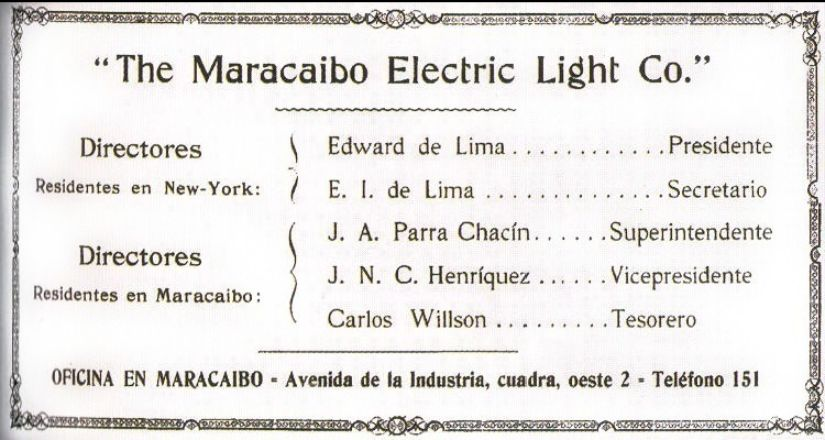
Aviso de la Empresa de Luz Eléctrica de Maracaibo, que convirtió a la ciudad en la primera de Venezuela en contar con alumbrado eléctrico

Maracaibo fue la primera ciudad venezolana en modernizarse. La primera en contar con alumbrado eléctrico, con una red de teléfonos y con una entidad bancaria. Su comercio pujante inauguró la primera tienda por departamentos de Venezuela, la Casa Mac Gregor, mientras la vida del puerto era reseñada con ilustraciones por la primera revista editada en el país, El Zulia Ilustrado.
Todo ello se logró gracias a la sociedad marabina que, sobreviviendo el autoritarismo del gobierno central, con sede en Caracas, se volcó en proyectos que llevarían al Zulia a su momento cumbre. Los emprendimientos surgían de tertulias y disertaciones, donde representantes de múltiples disciplinas debatían ideas y proyectos en torno a un solo fin: el avance del Zulia. Así fueron naciendo una Sociedad de Mutuo Auxilio, un teatro para la ciudad y muchos adelantos científicos y tecnológicos, como el cine o la aplicación de la anestesia, que se dieron en la ciudad de Maracaibo mucho antes que en el resto de Venezuela.

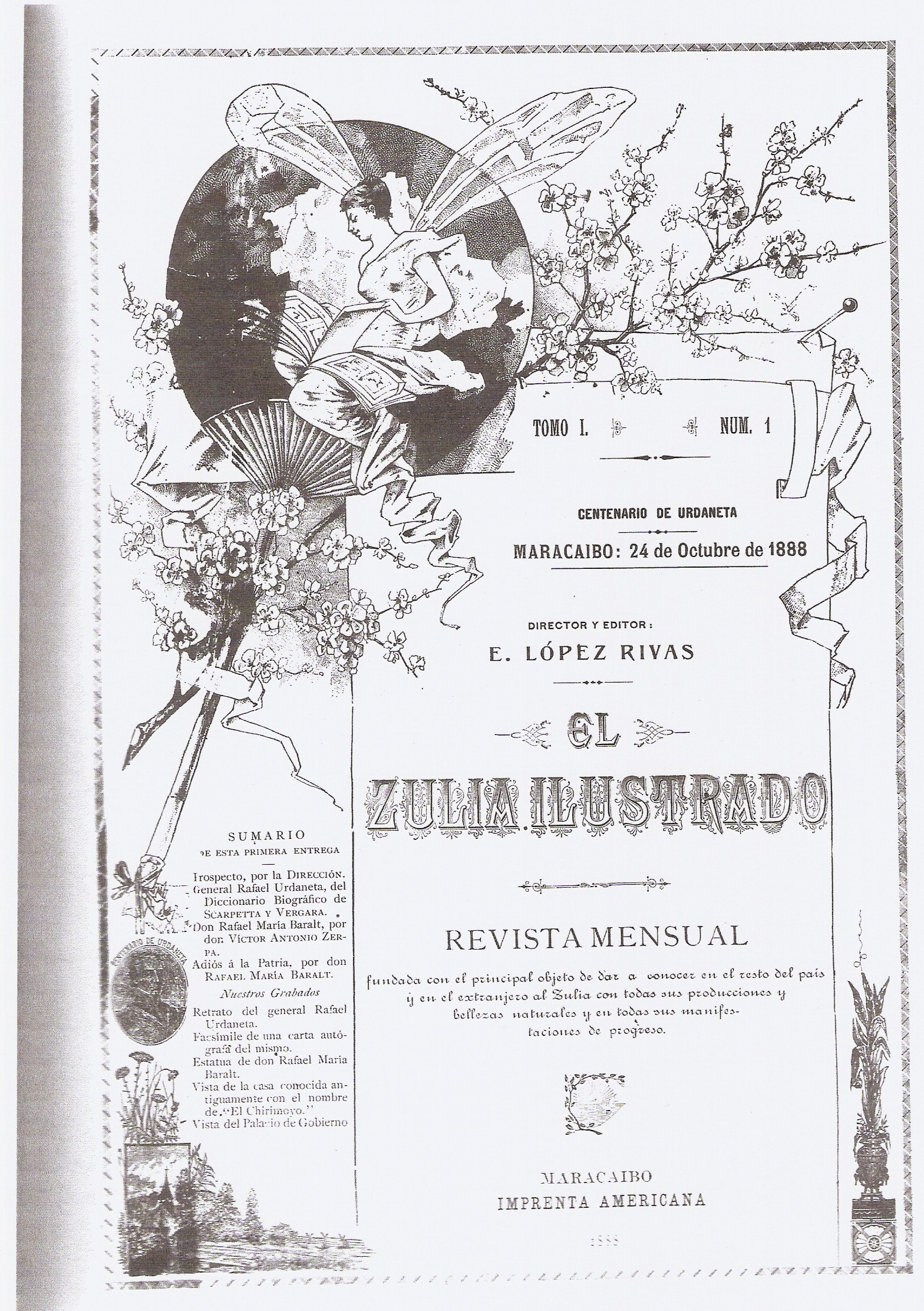
Portada de El Zulia Ilustrado, primera revista de Venezuela, editada en Maracaibo a finales del siglo XIX

### Punto de encuentro

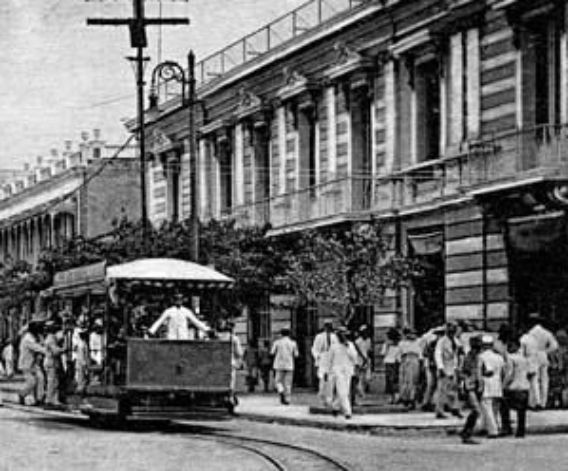
Tranvía en el centro de Maracaibo, frente a la Casa Mac Gregor, primera tienda por departamentos de Venezuela

La “Casa de la Libertad” se prestaba para cualquier convocatoria, porque estaba ubicada en pleno corazón de Maracaibo, cercana a los centros de poder y a las iglesias. Los espaciosos salones de la residencia jugaron sin duda un rol importante en su devenir cónclave, pero el factor decisivo para que la casa se convirtiera en cuartel general de disertaciones, fue la instalación de la familia Pérez Luzardo en el inmueble.
Adela Luzardo Esteva de Pérez no era sólo la viuda de un líder republicano altamente respetado en la región. Era además pariente cercana de líderes regionales y de representantes de la intelectualidad marabina. Particularmente dentro de la Medicina local, que vivía una controversial transformación y generaba fuertes polémicas. Los lazos consanguíneos de la viuda se fueron ampliando con los enlaces de sus hijos, que incorporaron al núcleo familiar periodistas, políticos e historiadores, sin olvidar que el inmueble fue la residencia de su hijo, el jurista Néstor Luis Pérez.
Dentro de este escenario se formó la leyenda de la “Casa de la Libertad”, especialmente popular entre la vanguardia liberal de la época. Evocó siempre un lugar de encuentro, donde libremente se proponía, se discutía y se hacía quorum. Donde se debatían ideas modernas y se planteaban estrategias, que iban cambiando la fisonomía de Maracaibo y la mentalidad de sus ciudadanos.

## Estilo y construcción

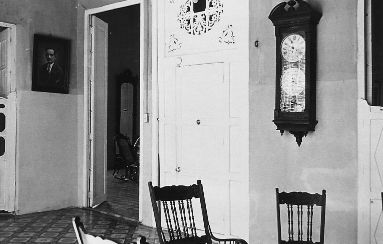
Antesala de la residencia, mejor conocida como el “Paraqué”

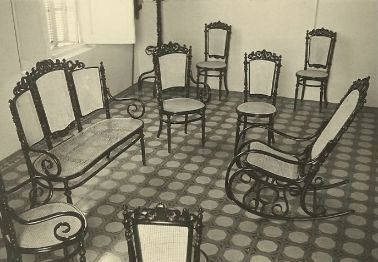
Ángulo del gran salón con vista a la Calle Carabobo

La “Casa de la libertad” es un inmueble residencial de una sola planta. Por su diseño y sus dimensiones se aproxima a lo que se conoce como “Caserón de Huella Colonial”. Fue edificada por maestros de albañilería, en su tiempo llamados Alarifes, que fueron los arquitectos de la era colonial Hispanoamericana.
Por la fachada del frente se accede al interior a través de un ancho pasillo, el zaguán, franqueado por los muros del gran salón de la residencia y del despacho de Néstor Luis Pérez. El zaguán abre hacia el vestíbulo, mejor conocido como “El Paraqué”, que en ocasiones funcionó como salón de espera.
La casa posee hileras de ventanas interiores, en romanilla de madera, en los tres muros que colindan con el patio central. Este diseño, conocido localmente como “pared de romanilla”, fue un elemento importante en el sistema de ventilación de la residencia. En el siglo XIX, cuando no existían medios eléctricos de climatización, la romanilla regulaba la entrada del sol y permitía el paso de la brisa del Lago de Maracaibo, aliviando el calor producido por las elevadas temperaturas de la zona. La residencia posee 704 metros cuadrados de terreno y 353 metros cuadrados de construcción. Es el único caserón colonial de Maracaibo que cuenta con dos accesos de servicio, laterales a la fachada frontal, y es la única casa de la zona que posee un aljibe.

### El Aljibe

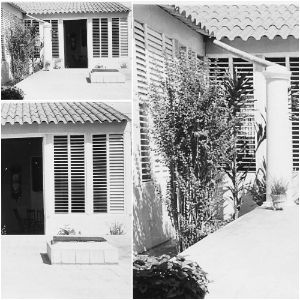
Plano general del aljibe de la residencia, donde se recogía el agua de lluvia para el uso doméstico

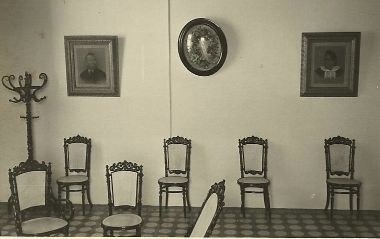
Salón de recepciones de la residencia. En las paredes se observan los retratos del general Eduardo Pérez Fabelo y su esposa Adela Luzardo de Pérez, así como también la corona donada por la Sociedad de Mutuo Auxilio de Maracaibo el día del entierro del general

La casa fue construida en torno a un aljibe de cuarenta metros cuadrados de superficie, disimulado bajo la apariencia de un patio interior. Poseer un aljibe aportaba a la casa un estatus superior a cualquier otra residencia ubicada de la Calle Carabobo. En el siglo XIX la ciudad de Maracaibo no disponía de acueducto y poder utilizar el agua de lluvia acumulada en la cisterna para todos los usos domésticos, representaba un auténtico lujo.
El área embaldosada de la cisterna y su acceso directo al vestíbulo, propiciaban su uso para festejos y recepciones. Tuvo un rol importante en los proyectos que se iniciaron en la “Casa de la Libertad”, porque hacía las veces “lobby al aire libre”. Frente al mantel que cubría la mesa del servicio de café, y ocultaba la entrada a la cisterna, los intelectuales de Maracaibo intercambiaban ideas y ajustaban acuerdos, antes de pasar al gran salón para la disertación.

### El gran salón

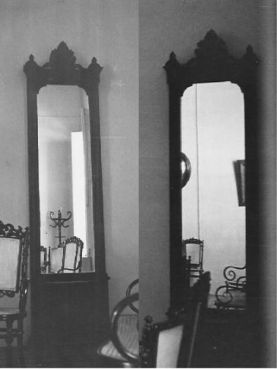
Consolas del gran salón de la residencia, también conocido como “Salón de los Espejos”

El salón principal de la residencia es una estancia de cuarenta metros cuadrados. Posee tres ventanas, dos de las cuales abren hacia la calle Carabobo. Se le conoció en su época como “Sala de los Espejos”, por albergar dos consolas rectangulares de 3,4 metros de altura cada una. Fue escenario de coloquios históricos y está por ello directamente relacionado al origen del apelativo “Casa de la libertad”. Sus muros escucharon las disertaciones de científicos, emprendedores y escritores, como Joaquín Esteva Parra, Jaime Luzardo Esteva, Guillermo Quintero Luzardo, Marcial Hernández, Udón Pérez. Eduardo López Rivas, Néstor Luis Pérez, Eduardo López Bustamante, Carlos Medina Chirinos, Joaquín Luzardo Esteva, Francisco Eugenio Bustamante, Antonio Bustamante Urdaneta, Adolfo d´Empaire, Elías Sánchez Rubio, Ramón Troconis Vale y muchos otros ilustres zulianos.

## Causas célebres
En el campo de las ideas, y con toda la complejidad teórica que ello implica, los pensadores decimonónicos del Zulia se debatían entre lo tradicional y lo moderno. Estaban divididos en grupos de conservadores y grupos de vanguardistas, situación que se evidenciaba en la prensa de la época, donde ambos bandos se expresaban ardorosamente.
Los vanguardistas se dieron a la tarea de iniciar discusiones públicas, orientadas hacia la modernidad, y comenzaron a proliferar en Maracaibo los grandes debates sobre proyectos renovadores. La “Casa de la Libertad” tuvo el privilegio de anidar buena parte de ese “siglo de las luces” marabino, acogiendo ideas y proyectos destinados al progreso de la región.

### 1897. El periódico "La Universidad del Zulia"

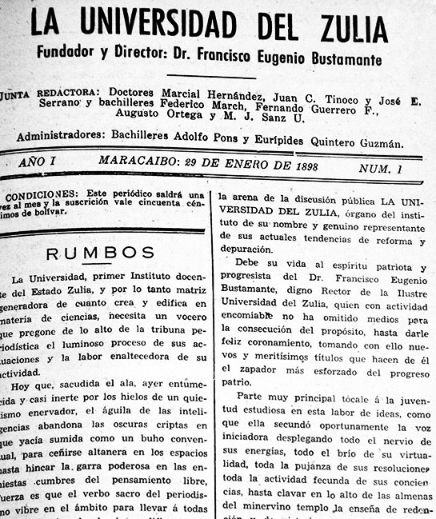
Primer número del periódico "La Universidad del Zulia", fundado por Francisco Eugenio Bustamante en 1898

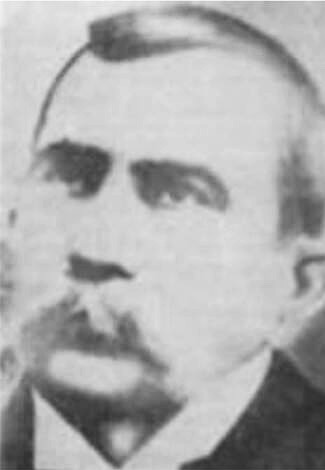
Doctor Francisco Eugenio Bustamante Urdaneta, fundador del periódico "La Universidad del Zulia"

El 1 de septiembre de 1897, un nombramiento en la Universidad del Zulia remueve los cimientos de esa casa de estudios y hace temblar a los sectores conservadores de la sociedad marabina. Ese día toma posesión del rectorado uno de los cerebros más brillantes de la Venezuela decimonónica, el médico zuliano Francisco Eugenio Bustamante.
Su intención al asumir el cargo era convertir a la universidad en centro docente de primer orden, donde convergieran las más modernas corrientes universales del pensamiento y de la ciencia, y donde existiera absoluta libertad de expresión.
La adhesión del nuevo rector a las ideas positivistas y evolucionistas chocó fuertemente con sus contemporáneos, muchos de los cuales formaban parte de círculos académicos que defendían el creacionismo y la escolástica. La sociedad marabina se polarizó en torno al tema y una parte de ella se encargó de satanizar al rector.
En la “Casa de la Libertad” surge la idea de crear el hoy legendario periódico "La Universidad del Zulia", primer medio impreso de Venezuela en su género. Este periódico fue concebido como una estrategia para difundir las ideas del rector y sus seguidores, ferozmente atacadas por algunos diarios de Maracaibo.

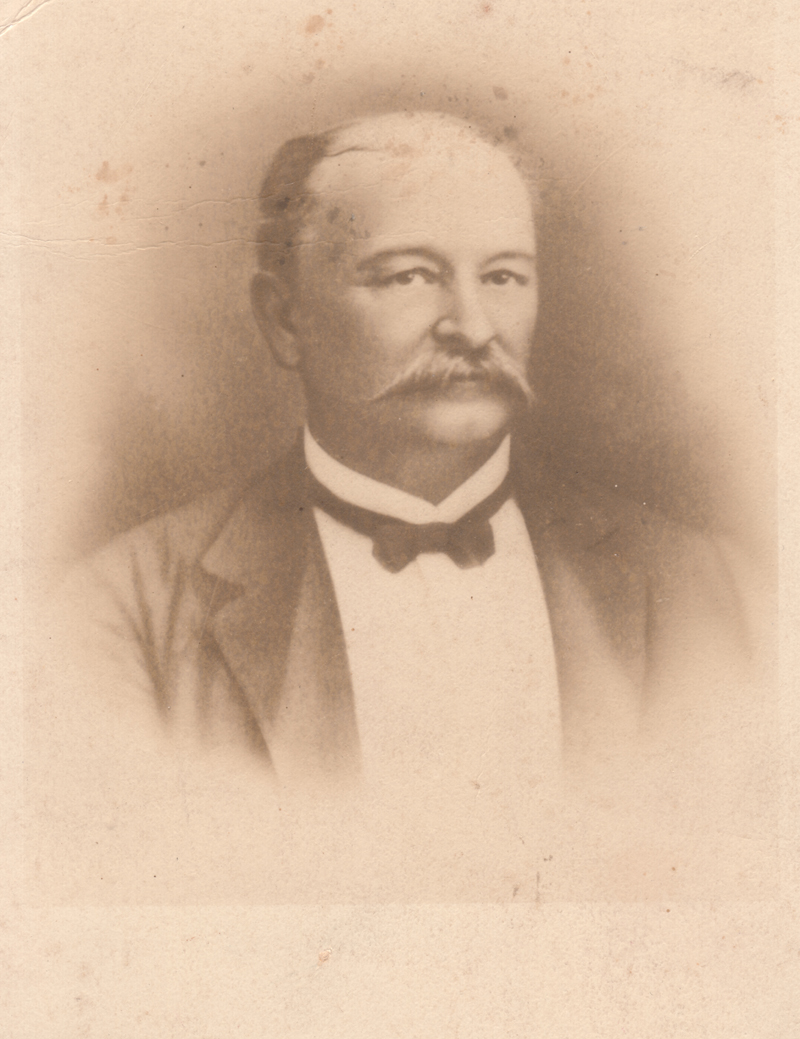
El editor zuliano Eduardo López Rivas, propietario del Diario "El Fonógrafo" y de la "Imprenta Americana" de Maracaibo

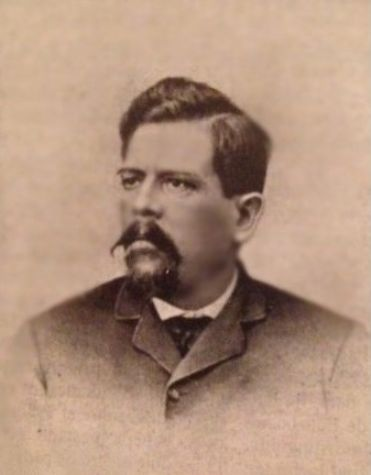
Antonio Bustamante Urdaneta. Filántropo zuliano y soporte económico del periódico "La Universidad del Zulia"

Bustamante no estaba solo. En torno al proyecto del periódico se agrupaban muchos intelectuales asiduos a los debates de la residencia y un número importante de jóvenes médicos, entre ellos Adolfo D'Empaire, Marcial Hernández y Guillermo Quintero Luzardo, sobrino de la matrona de la “Casa de la Libertad”.
La creación del periódico se concreta en el gran salón de la residencia. Ello fue posible gracias a dos influyentes personajes zulianos que apoyaron al rector desde el comienzo. Uno de ellos fue el editor Eduardo López Rivas, que aportó al proyecto su experiencia dentro de la prensa. Se comprometió a hacer el tiraje desde su taller, la Imprenta Americana, y defendió las ideas del rector en las páginas de su periódico, el diario El Fonógrafo.
Otra contribución clave fue la del comerciante zuliano Antonio Bustamante Urdaneta, hermano mayor del rector. Había sido una de las personas más activas en las disertaciones de la “Casa de la Libertad” y se había convertido en uno de los principales apoyos económicos de grandes proyectos de Maracaibo, como el de la Casa de Beneficencia. Este reconocido filántropo corrió con los costos de la edición del periódico y con los de las reformas emprendidas por el rector Bustamante dentro del edificio de la universidad, destinadas a mejorar el ambiente de estudios.

### 1912. Sede del Concejo Municipal

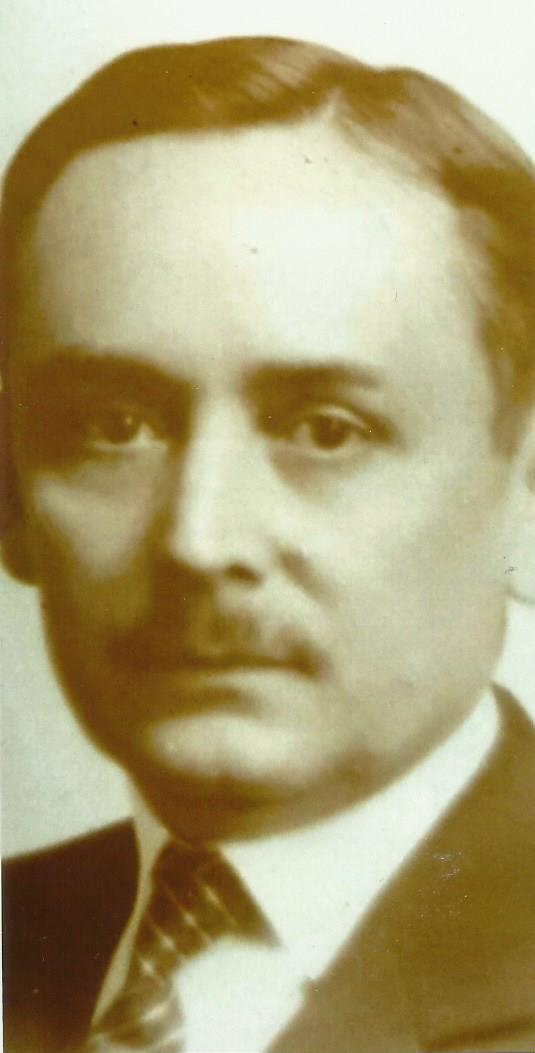
Néstor Luis Pérez Luzardo, electo presidente del Concejo Municipal de Maracaibo a comienzos del siglo XX

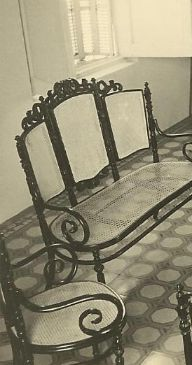
Detalle del salón frente a una de las ventanas hacia la Calle Carabobo, por donde los espías del gobierno trataban de escuchar a los ediles

Uno de los hechos políticos más relevantes relacionados con la “Casa de la Libertad” se gestó cuando en 1909 uno de sus habitantes fue elegido presidente del Concejo Municipal de Maracaibo. Se trataba del joven abogado Néstor Luis Pérez Luzardo, hijo del General Eduardo Pérez Fabelo y de Adela Luzardo Esteva.
Venezuela estaba gobernada por el dictador Juan Vicente Gómez y los representantes de la dictadura en el Zulia cumplían su papel a cabalidad. El gobierno local intervenía con frecuencia en las competencias del Concejo Municipal de Maracaibo, violando con ello la autonomía del ayuntamiento en forma rutinaria.
La llegada de Néstor Luis Pérez al Concejo Municipal cambió radicalmente el panorama. Pérez era un hombre de honor, que poseía un gran concepto de lo que significaba el poder municipal como piedra angular del poder público.
Desde el comienzo de su gestión, y enfrentando múltiples amenazas, Pérez impidió al gobierno local su interferencia en las decisiones del cabildo. Ante su resistencia a ceder, y por orden del gobernador del Zulia, Gumersindo Méndez, la policía se dio a la tarea de vigilar la “Casa de la Libertad” y rastrear los pasos de Pérez y de todos los concejales.
Cuando la policía comenzó a cercar la sede del cabildo, los ediles optaron por sesionar en el gran salón de la “Casa de la Libertad”. La residencia fue entonces rodeada por agentes del gobierno y los concejales se vieron obligados a clausurar las ventanas que daban a la Calle Carabobo, por donde los espías de Rodríguez intentaban escuchar. Los ediles permanecieron sesionando a puerta cerrada durante tres días hasta que lograron trazar una estrategia y regresar al edificio del Concejo.

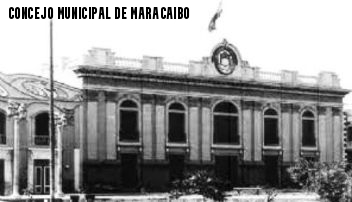
Edificio sede del Concejo Municipal de Maracaibo, a principios del siglo XX

Una vez los concejales en la sede, delegados del gobernador penetraron en el edificio con el objeto de hacer una inspección en los libros de contabilidad. El cuerpo edilicio protestó y Néstor Luis Pérez amenazó al ejecutivo local con “hacer valer uno de los recursos que le confería la ley, en garantía de sus fueros autonómicos”.
Según la crónica de la época, la sapiencia del jurista detuvo al gobernador. Los ediles echaron a los delegados del ejecutivo regional y se mantuvieron firmes, mientras la población comenzaba a rodear el edificio y aumentaba la presencia de cuerpos policiales.
La violencia se desató cuando el gobernador consiguió, del dictador Juan Vicente Gómez, la autorización para llevar a los ediles a prisión. Entonces los concejales fueron esposados a la fuerza y trasladados hasta una goleta anclada en el puerto de la ciudad, que los llevaría a los calabozos del Castillo de San Carlos de la Barra en el Golfo de Venezuela.

### 1917. Diario "El Fonógrafo"

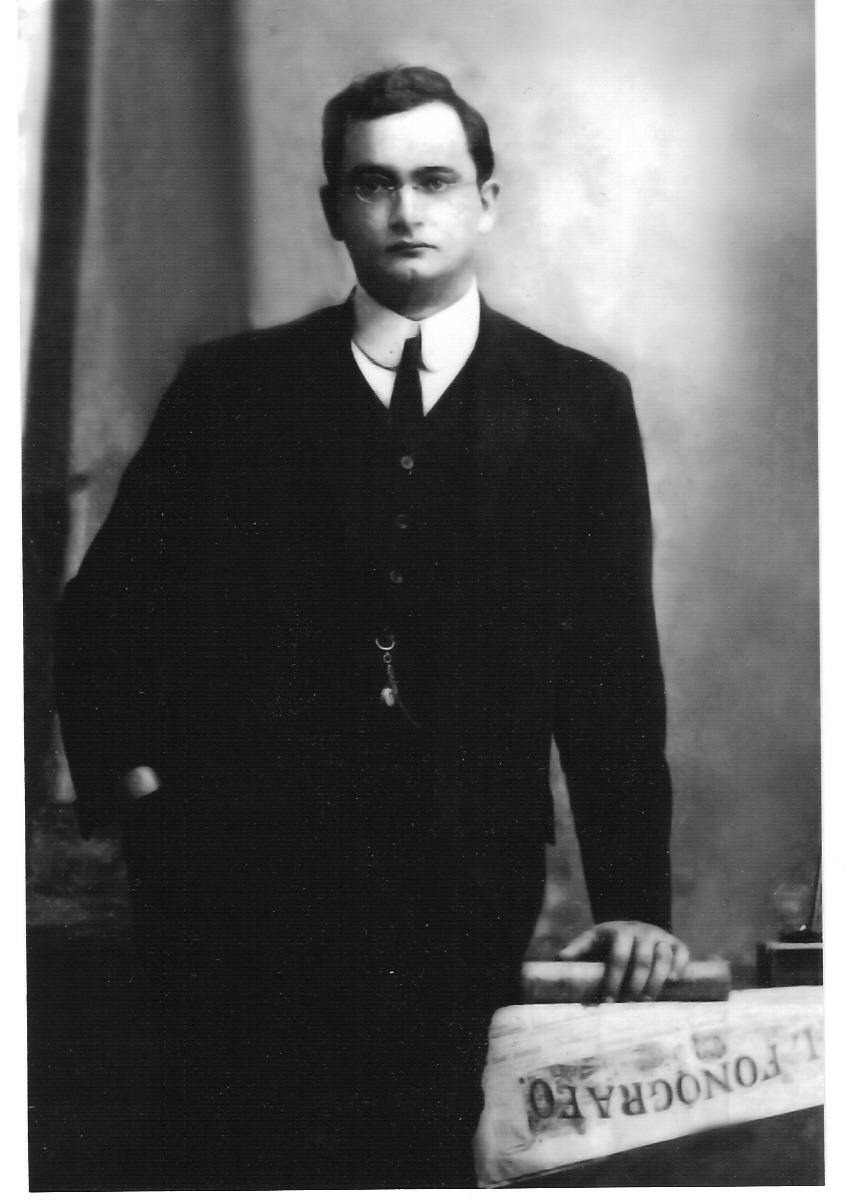
Eduardo López Bustamante, editor y director del diario "El Fonógrafo" desde 1908 hasta 1917

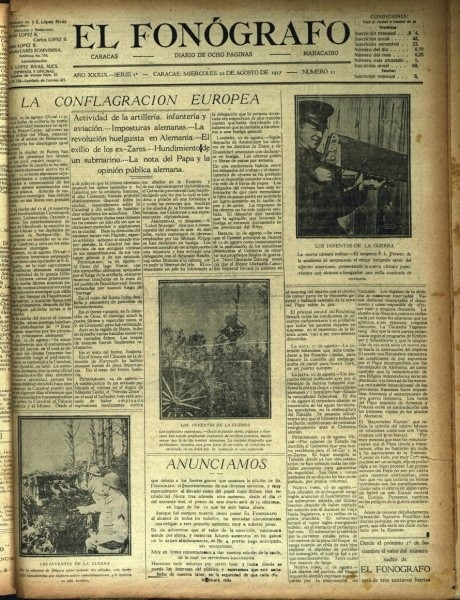
Ejemplar del diario El Fonógrafo durante la guerra.

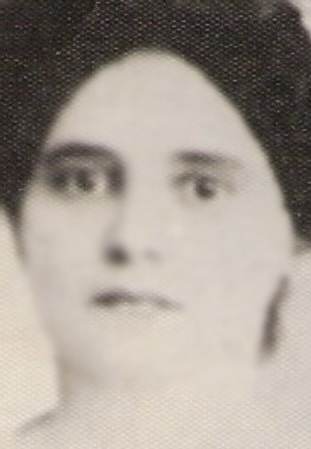
Aurora Pérez Luzardo, esposa de Eduardo López Bustamante. director del diario "El Fonógrafo"

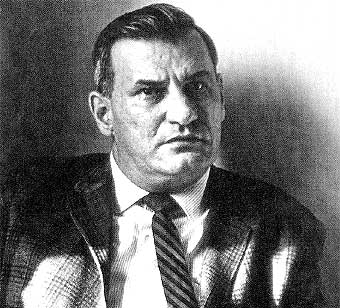
José Rafael Pocaterra, designado por Eduardo López Bustamante director adjunto del diario "El Fonógrafo"

Las páginas del diario "El Fonógrafo", y su editor Eduardo López Rivas, jugaron un papel decisivo en el ritmo de propuestas de la “Casa de la libertad”. Durante el siglo XIX el diario se erigió en voz cantante de todos los proyectos iniciados en la residencia, destinados al progreso de la sociedad Marabina y del Estado Zulia.
López Rivas murió en 1913, cuatro años después de que su sangre se hubiera mezclado con la de Adela Luzardo de Pérez. Ocurrió tras la boda de su hijo mayor con Aurora Pérez Luzardo, hija del difunto general Pérez y de la viuda.” Por entonces el primogénito de López Rivas, Eduardo López Bustamante, se había convertido en el nuevo director del diario “El Fonógrafo”.
En 1914 estalló la Primera Guerra Mundial y, desde el inicio del conflicto, el dictador Juan Vicente Gómez se inclinó por el Imperio alemán. En cuestión de meses convirtió a Venezuela en el centro de agentes alemanes de Suramérica e impuso al respecto una férrea censura de prensa. "El Fonógrafo" era el único periódico importante de Venezuela con una política editorial independiente del gobierno. Se inclinaba por los aliados y ello, aunque atraía a los lectores del Zulia y de la capital, enfurecía al dictador, que no había podido clausurarlo debido al prestigio moral del diario.
Las amenazas permanentes a su persona y a su familia, desde comienzos de 1917, llevaron a Eduardo López Bustamante a mudarse con su esposa y sus hijos a la “Casa de la Libertad”. Organizó un despacho en la habitación de Néstor Luis Pérez, entonces prisionero de Gómez en La Rotunda, e instaló una conexión al telégrafo que le permitía comunicarse con las oficinas de "El Fonógrafo" en Caracas.
La edición simultánea del diario en la capital corría a cargo de su hermano Carlos López Bustamante, quien desde el centro del poder informaba a Maracaibo los detalles sobre la represión y la censura en Caracas. Buena parte de la planificación editorial de las ediciones del diario se hacía en la “Casa de la Libertad”, a tempranas horas, antes de que Eduardo López Bustamante saliera hacia la Imprenta Americana, sede de las oficinas y talleres de "El Fonógrafo" en el Zulia.
La “Casa de la Libertad” se convirtió entonces en un lugar vigilado por hombres armados, día y noche. El Director adjunto del periódico, José Rafael Pocaterra, que se trasladaba a la residencia diariamente, se vio en ocasiones obligado a pernoctar en la “Casa de la Libertad” temiendo por su seguridad.
En el mes de agosto la “Casa de la Libertad” recibió un cable telegráfico reportando el encarcelamiento del director de "El Fonógrafo" en Caracas y la próxima clausura de los talleres del diario en la capital. El cable del telégrafo también informaba sobre la orden dada por Gómez de llevar a prisión a Eduardo López Bustamante y sobre la inminente clausura de las oficinas del diario en Maracaibo.
Eduardo López Bustamante salió hacia el exilio en agosto de 1917. Las oficinas de "El Fonógrafo" en Caracas y Maracaibo fueron clausuradas definitivamente «después de cuatro décadas de vida del gran diario».

### 1937. El Hospital Universitario

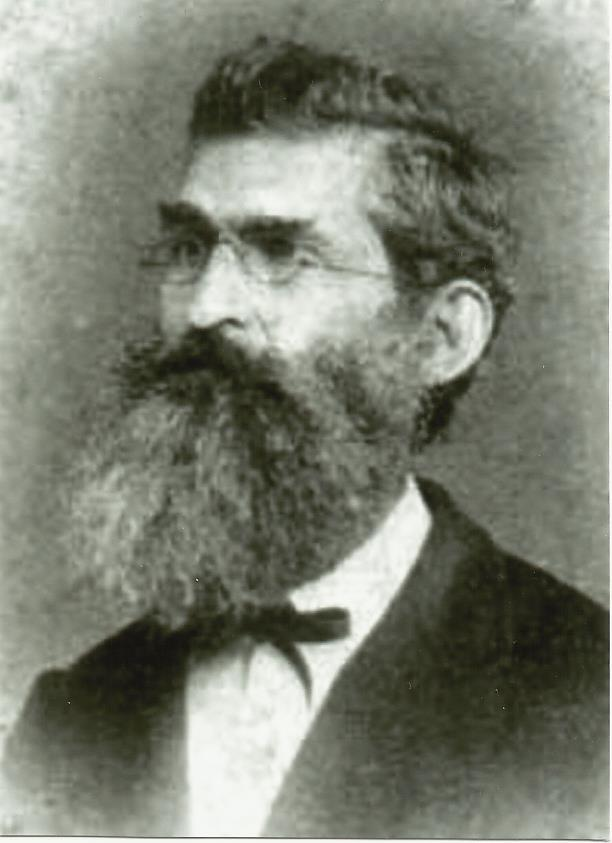
Doctor Joaquín Esteva Parra, génesis y promotor del Hospital Universitario de Maracaibo

Entre las figuras de la medicina venezolana despunta el médico zuliano Joaquín Esteva Parra, creador de la escuela de Medicina de la Universidad del Zulia e ideador y promotor del Hospital Universitario de Maracaibo. Adela de Pérez era su sobrina, hija de su hermana Leonor Isabel Esteva Parra de Luzardo, y el ilustre fue asiduo visitante de la residencia y activo participante en las disertaciones.

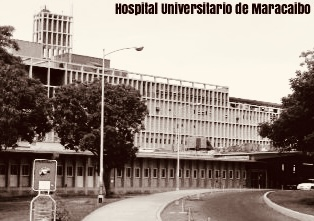
La génesis del Hospital Universitario se remonta al siglo XIX, en los pasillos y salones de “La Casa de la Liberad”.

En el gran salón de la “Casa de la Libertad” expuso por primera vez su hoy legendaria tesis sobre el hospital universitario. Aquella de construir en Maracaibo un hospital cercano a la escuela de Medicina, asociado a la investigación y a la enseñanza universitaria
Comenzó la convocatoria entre sus colegas galenos, que fueron los primeros en apoyarle, pero poco a poco fueron entusiasmándose con la propuesta otros líderes locales y se iniciaron en la “Casa de la Libertad” los coloquios en torno al tema.
En 1905 muere el doctor Esteva Parra y el proyecto pierde a su creador, pero el sueño no muere con él. Estaba arraigado en la sociedad marabina, cuyos líderes siguieron congregados en la residencia, y la aspiración de realizarlo se mantuvo viva.
Al morir Juan Vicente Gómez, en 1935, una nueva administración iniciada por Eleazar López Contreras, llamó a figuras respetables de diferentes corrientes políticas, para conformar un gabinete de gobierno. Entre ellas al zuliano Néstor Luis Pérez, que regresaba del exilio después de quince años y aceptaba el cargo de Ministro de Fomento.

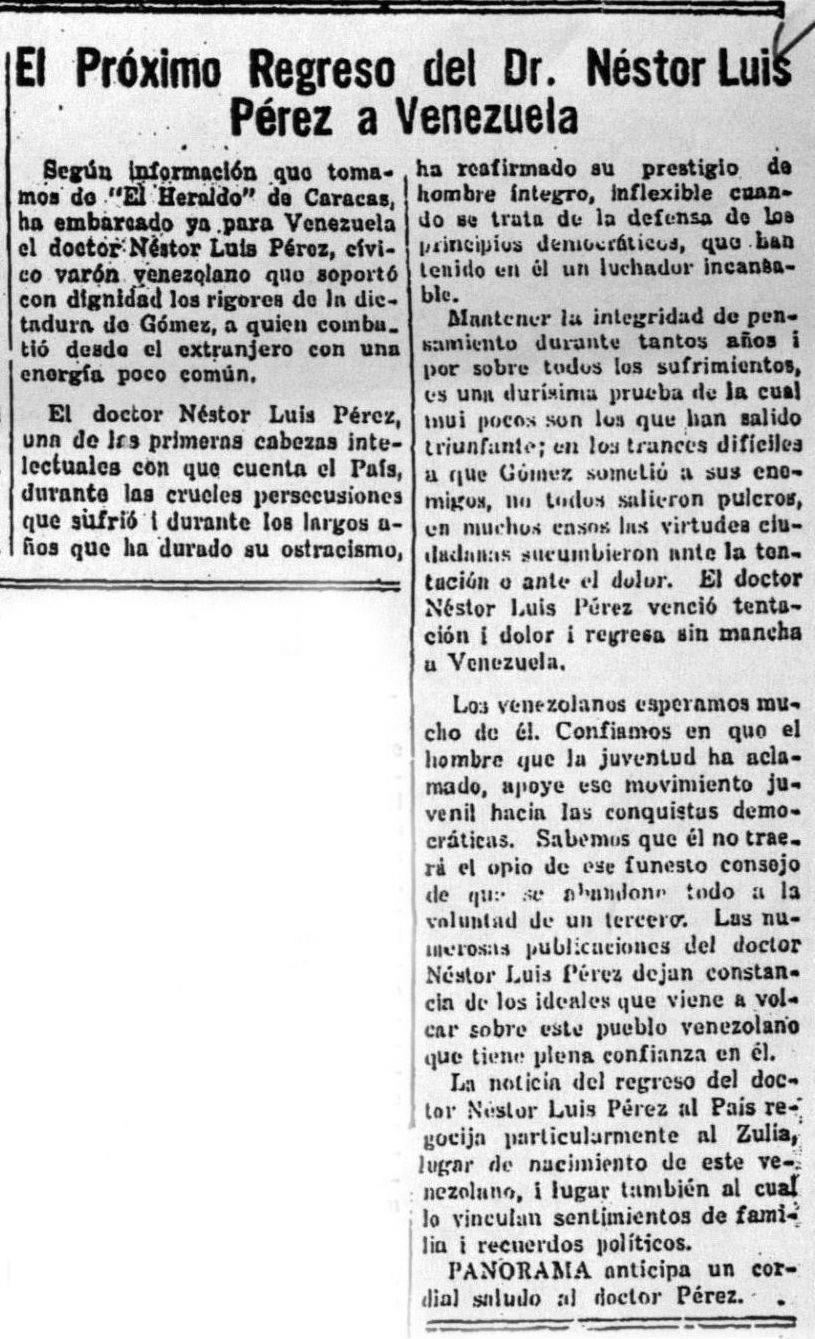
Noticia sobre el regreso de Néstor Luis Pérez a Venezuela, tras la muerte del dictador Juan Vicente Gómez.

Pérez era un buen conocedor de la batalla emprendida por su pariente, en la casa donde él había crecido y había presenciado los debates. La misma casa familiar adonde regresaba, después de un largo destierro. En 1937 el proyecto nacido en la “Casa de la Libertad” cobró vigencia de la mano del ministro Pérez, quien exigió a una empresa petrolera internacional, que operaba en el país, construir a cambio de impuestos un hospital dedicado a la docencia, asociado a la investigación universitaria y cercano a la Escuela de Medicina. Así nació el Hospital Quirúrgico de Maracaibo, proyecto presentado por primera vez en la “Casa de la Libertad” a finales del siglo XIX. Fue construido junto a la Escuela de Medicina de la Universidad del Zulia y reemplazado años después por uno más moderno, que se llamaría Hospital Universitario “Joaquín Esteva Parra”.

## Fin de una era

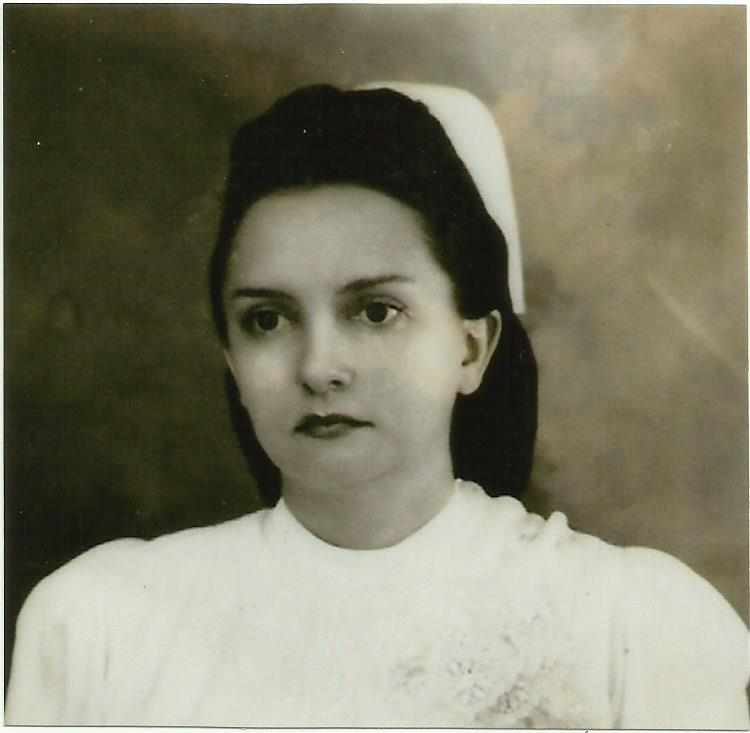
Aurora López Pérez, pionera de la enfermería venezolana, quien durante su adolescencia vivió en la “Casa de la Libertad”

Con Gómez en el poder durante 27 años y los líderes zulianos en cárceles o exilio, las disertaciones desaparecieron de la residencia. La casa continuó habitada por Adela Luzardo de Pérez hasta su muerte y frecuentada por perseguidos políticos en busca de refugio. Durante este período vivió en la “Casa de la Libertad” Aurora López Pérez, nieta de la matrona de la residencia e hija de Eduardo López Bustamante. La entonces adolescente, que muchas veces ayudó a proteger de la policía a disidentes escondidos en las habitaciones de la residencia, se convertiría años más tarde en pionera de la enfermería venezolana, con liderazgo nacional e internacional.

### El regreso de Néstor Luis Pérez

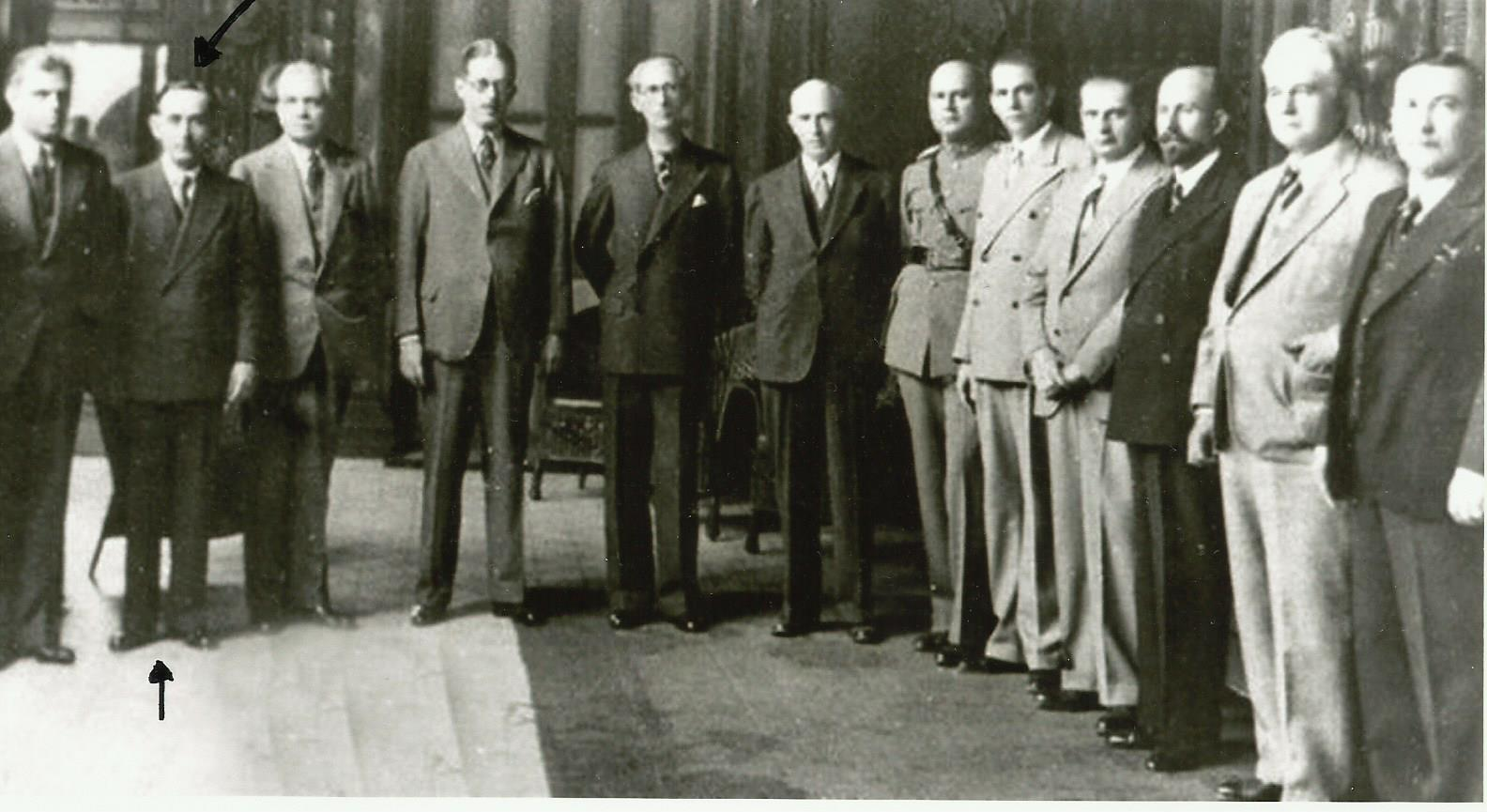
Néstor Luis Pérez, segundo de izquierda a derecha, junto a otros ministros del gabinete del presidente Eleazar López Contreras

El regreso de Néstor Luis Pérez del exilio en 1936, tras la muerte de Juan Vicente Gómez, reactivó el gran salón y lo puso a funcionar como en sus años de gloria. La sala de los espejos se convirtió entonces en recinto de reuniones trascendentes para la reconstrucción del país. Muchos personajes ilustres, locales y nacionales, se dieron cita en el gran salón, antes de que Pérez se trasladara a Caracas para iniciar el desarrollo industrial de Venezuela. 

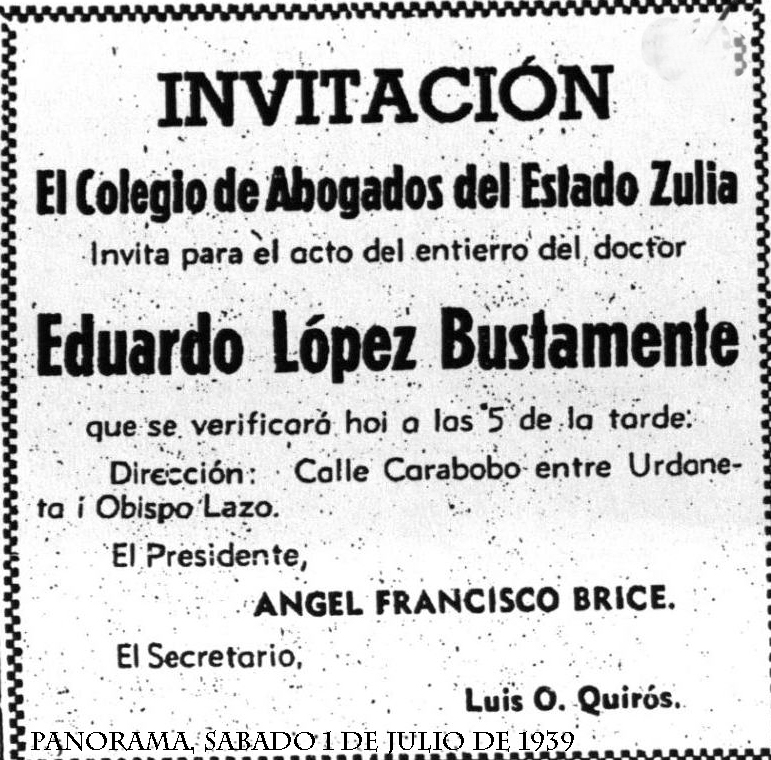
Invitación a los actos del sepelio de Eduardo López Bustamante en la “Casa de la Liberad”, cuya dirección aparece en el aviso

El retorno de Pérez a la “Casa de la Libertad” lo narra así el entonces joven Nectario Andrade Labarca, quien años después sería ministro en el gabinete del presidente Rafael Caldera:
“Tuvimos la osadía de acercarnos a la gran casa de su familia, donde se hospedó, movidos por la curiosidad de conocerlo…En la imponente sala de aquella céntrica casa, muy amplia y provista de numerosas sillas, una de las cuales ocupaba el Dr. Pérez, se daba cita para saludarlo y presentarle sus respetos un apreciable concurso de personas mayores… nosotros, que apenas estábamos saliendo de la adolescencia, nos sentimos cohibidos”.

### Funerales de Eduardo López Bustamante
1939 se produjo el último acontecimiento público de la “Casa de la Libertad”, cuando el féretro de Eduardo López Bustamante fue instalado en capilla ardiente en la residencia y salió en hombros hacia la Catedral. Los espacios de la “Casa de la Libertad” fueron ocupados por representantes de todos los sectores del pueblo zuliano, que dieron a los funerales de López Bustamante la pompa del dolor colectivo.

### Venta a la Gobernación del Zulia
Después de la muerte de Adela Luzardo de Pérez, la residencia quedó bajo el poder de la sucesión de la matrona. Por muchos años fue habitada por una de sus hijas, Graciela Pérez Luzardo, hasta su fallecimiento ocurrido en 1976. En 1978 los descendientes de Adela Luzardo de Pérez vendieron la “Casa de la Libertad” a la Gobernación del Estado Zulia, que aún conserva el inmueble entre sus propiedades.